# ST Aerospace
ST Engineering Aerospace (STE Aerospace) és una filial de ST Engineering amb seu central a Singapur i instal·lacions internacionals a punts de connexió d'aviació importants de l'Àsia-Pacífic, Europa i els Estats Units. Els orígens de ST Aerospace rauen en un centre de manteniment establert el 1975 per donar suport a les Forces Aèries de Singapur. Al llarg dels anys, s'ha anat diversificant per cobrir diversos àmbits d'manteniment, reparacions i operacions (MRO) per a avions comercials i militars a través d'aliances estratègiques, adquisicions i inversions. L'empresa té més de 8.000 enginyers qualificats i especialistes administratius arreu del món, així com una base de clients global que inclou forces armades, aerolínies importants i empreses de transport de mercaderies. Segons Aviation Week, es tracta del primer proveïdor independent de serveis de MRO del món, amb una capacitat anual de més d'11.500.000 hores-persona el 2012.